# Lijst van premiers van Rwanda
Hieronder volgt een lijst van ministers-presidenten van Rwanda. Tussen 1 juli 1962 en 12 oktober 1991 bestond deze functie niet. 

## Premiers van Rwanda (1960-heden)
| Premier | Premier                           | Ambtstermijn     | Ambtstermijn     | Partij    |
| ------- | --------------------------------- | ---------------- | ---------------- | --------- |
|         | Grégoire Kayibanda (1924-1976)    | 19 oktober 1960  | 1 juli 1962      | Parmehutu |
|         | Sylvestre Nsanzimana              | 2 oktober 1991   | 2 april 1992     | MRND      |
|         | Dismas Nsengiyaremye              | 2 april 1992     | 18 juli 1993     | MDR       |
|         | Agathe Uwilingiyimana (1953-1994) | 18 juli 1993     | 7 april 1994     | MDR       |
|         | Jean Kambanda (1955)              | 9 april 1994     | 19 juli 1994     | MDR       |
|         | Faustin Twagiramungu (1945-2023)  | 19 juli 1994     | 31 augustus 1995 | MDR       |
|         | Pierre-Célestin Rwigema           | 31 augustus 1995 | 8 maart 2000     | MDR       |
|         | Bernard Makuza (1961)             | 8 maart 2000     | 7 oktober 2011   | MDR       |
|         | Pierre Habumuremyi                | 7 oktober 2011   | 24 juli 2014     | FPR       |
|         | Anastase Murekezi                 | 24 juli 2014     | 30 augustus 2017 | PSD       |
|         | Edouard Ngirente                  | 30 augustus 2017 | heden            | PSD       |